# Twisterlend
Twisterlend es el sexagésimo octavo álbum de estudio del guitarrista Buckethead y número 39 de la serie Pikes lanzada en 2013, publicado el 25 de noviembre de 2013 por la discográfica Bucketheadland.
El álbum fue anunciado como una versión digital gratuita el 25 de noviembre, por lo que es el segundo álbum de la serie que ha sido lanzado en forma gratuita además de Pumpkin. Twisterlend fue lanzado en dos formatos diferentes de edición limitada. El primero de ellos, al igual que Telescape e It Smells Like Frogs, consta de 300 copias de un álbum blanco sin título firmado por el propio Buckethead que fueron lanzadas el 6 de diciembre de 2013. La segunda versión, al igual que Forgotten Library y Pike 22, consiste en una cantidad no especificada de copias de un álbum sin título en blanco con la cubierta dibujada a mano y firmadas por el propio Buckethead.
Una edición estándar fue anunciado, pero todavía no ha sido lanzada hasta el momento.

## Lista de canciones
Todas las canciones escritas y compuestas por Buckethead, excepto donde se indica. 
| N.º | Título                   | Duración |  |
| 1.  | «The Closed Triptych»    | 11:25    |  |
| 2.  | «Ghouls of the Sea»      | 4:00     |  |
| 3.  | «Canal System»           | 1:53     |  |
| 4.  | «Forbidden Fold»         | 3:50     |  |
| 5.  | «Gloomy Emptiness»       | 2:29     |  |
| 6.  | «Bowling for Slaughters» | 2:43     |  |
| 7.  | «Twisterlend»            | 4:16     |  |

## Lanzamiento
| Fecha                   | Sello          | Formato                | País           |
| ----------------------- | -------------- | ---------------------- | -------------- |
| 25 de noviembre de 2013 | Bucketheadland | Digital                | Estados Unidos |
| 6 de diciembre de 2013  | Bucketheadland | CD de edición limitada | Estados Unidos |

## Créditos
- Buckethead - guitarra
- Dan Monti - bajo y remezclas
- Frankenseuss - ilustraciones
- Brewer - programación y remezclas